# Maurice Maeterlinck
Maurice Polydore Marie Bernard Maeterlinck (Gent, 29 augustus 1862 – Nice, 6 mei 1949) was een Belgische dichter, toneelauteur, essayist en vertaler. Hij schreef zijn werk in het Frans en ontving in 1911 de Nobelprijs voor Literatuur.

## Leven
Maeterlinck groeide op in een gegoede Gentse familie uit een Franstalig milieu. Hij liep school bij de jezuïeten van het Sint-Barbaracollege en studeerde rechten aan de universiteit. Hij doctoreerde in de rechtsgeleerdheid en promoveerde in 1885, maar was de advocatuur niet erg genegen. Tijdens een verblijf in Parijs kreeg hij de smaak te pakken van literatuur.
Gezien zijn achtergrond schreef hij in het Frans, hoewel hij wel Nederlands kende en de taal niet ongenegen was. Zo pleitte hij als jonge advocaat in het Nederlands, wat toen nog uitzonderlijk was. Een van zijn vrienden was Cyriel Buysse, met wie hij regelmatig Gents praatte. Marnix Gijsen vertelde dat Maeterlinck Frans met een Gents accent sprak.
In 1889 werd zijn toneeldebuut La Princesse Maleine geprezen door Octave Mirbeau, die recensies schreef voor Le Figaro, en zijn faam was meteen gemaakt. Voornamelijk door de impact van dit werk werd hij in 1911 bekroond met de Nobelprijs voor Literatuur, maar daar hij een broertje dood had aan ceremonieën, meldde hij zich ziek en liet hij zijn Nobelprijsdiploma ophalen door ambassadeur Charles Wauters. Om deze gebeurtenis te herdenken ging een eeuw later - in september 2011 - het Gentse Maeterlinckjaar van start met allerlei manifestaties om de enige Belg aan wie ooit de hoogste literaire onderscheiding te beurt viel, te eren.
In 1895 ontmoette hij de extravagante operazangeres Georgette Leblanc, die zijn vriendin werd en gedurende vele jaren een onmiskenbare invloed op zijn gedachtegoed en stijl uitoefende. Hun relatie duurde 23 jaar. Zij was ook de reden dat hij zich in 1897 in Parijs vestigde. Na de Eerste Wereldoorlog brak Maeterlinck met Georgette en trouwde met de dertig jaar jongere Renée Dahon.
Op 29 januari 1914 werd zijn volledige werk door het Vaticaan op de index geplaatst, ten gevolge van de publicatie in 1913 van zijn roman La Mort.
Vanaf de jaren twintig ebde de bewondering voor de schrijver Maeterlinck stilaan weg. Hoogtepunten van inspiratie en poëtische inventiviteit, zoals die bij het begin van zijn carrière legio waren en die hem een terechte roem hadden bezorgd, werden schaars. Zijn literaire productie bestond in hoofdzaak nog uit essaybundels, waarin hij zijn lezers in een onderhoudend, maar niet echt wetenschappelijk of filosofisch discours zijn beschouwingen over een veelheid van onderwerpen serveerde. Tussen 1933 en 1945 kwam hij elk jaar met een publicatie, een regelmaat die sommige critici eerder door financiële dan door artistiek-literaire motieven ingegeven zagen. Maeterlinck bleef namelijk een bestseller, een onmisbare meevaller voor de steeds onwaarschijnlijker train de vie, die het echtpaar Maeterlinck-Dahon erop nahield.

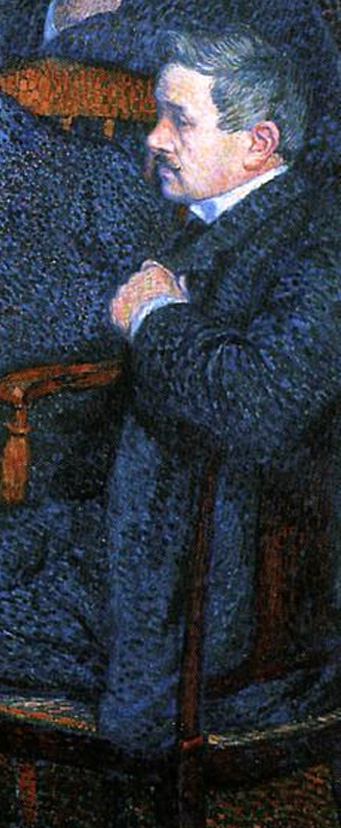
Maurice Maeterlinck; De lezing door Emile Verhaeren (detail), door Théo van Rysselberghe

In 1920 werd Maeterlinck verkozen tot lid van de pas opgerichte Académie royale de langue et de littérature françaises de Belgique. Om zijn boek La vie des termites, een beschrijving van het 'maatschappelijk' leven van termieten, waarin een parallel kon worden getrokken met de communistische maatschappij, werd hij beschuldigd van het plagiëren van de Zuid-Afrikaanse schrijver Eugène Marais. Deze kwestie is nog niet sluitend opgelost.
In 1932 werd hij door koning Albert I in de adelstand opgenomen met de titel graaf. Hij bracht echter niet de inspanning op om het diploma te lichten door het registreren van de 'open brieven' die deze benoeming rechtsgeldig maakten, zodat ze zonder uitwerking bleef. In 1947 werd hij verkozen tot voorzitter van PEN International wat hij bleef tot zijn dood twee jaar later.
In 1962 werd in de Peperstraat een gedenksteen geplaatst aan zijn geboortehuis.

## Werk
Als dichter van het symbolisme nam Maeterlinck een belangrijke plaats in de Europese literatuur in. Als avant-gardist brak hij met de traditie van het realisme en probeerde hij de werkelijkheid te vatten met symbolen en metaforen, waardoor hij het symbolisme op slag een eigen theater schonk. Daarmee was hij een voorloper van het 20ste-eeuwse theater, met figuren als Samuel Beckett. Het werk van Maeterlinck zelf doorstond de tand des tijds niet goed, maar hij inspireerde wel tijdloze schrijvers, zoals Rainer Maria Rilke. Die dweepte zodanig met zijn werk dat hij bijna de brui gaf aan de poëzie. In de plaats daarvan wilde hij een theatercentrum oprichten waar alleen het oeuvre van zijn idool zou opgevoerd worden.
In zijn gedichten wil hij worden bevrijd van de broeikaswereld, zodat hij meer uitzicht krijgt op een open horizon. Zijn gedichten worden gevormd door droomflitsen, fantasma's, nachtmerries, ijlkoortsen van een waanzinnige geest, die wanhopig probeert uit zijn besloten wereld te komen, maar daar niet in slaagt. Hij maakt hierbij gebruik van het automatisch schrijven van het surrealisme, waardoor zijn gedichten in zijn tijd zeer modern zijn. Zijn toneelwerk is dat van een dichter die zijn dramatische conflicten poëtisch tracht weer te geven en dat van een essayist die dat filosofisch probeert te doen. Zijn toneelstukken worden beheerst door het menselijk noodlot. Zijn hoofdpersonen zijn geboren onder een ongelukkig gesternte en zijn meestal bang voor het leven, de liefde en de toekomst. In dit toneel is geen plaats voor innerlijke rust en geluk.
In zijn latere toneelwerk grijpt het noodlot niet meer zo tragisch in het leven van de hoofdfiguren in en komt er wel ruimte voor wat geluk. Een internationaal succes werd het theaterstuk uit 1908, De blauwe vogel, dat de zoektocht weergeeft van Tyltyl en Mytyl, twee kinderen van een houthakker, die, geleid door het Licht, de blauwe vogel van het geluk en het raadsel van het bestaan willen opsporen. Ze zijn in het bezit van een talisman, een diamant, waarmee ze de waarheid achter de schijn kunnen vinden en die hen naar de blauwe vogel brengt in Het Land van de Toekomst, waar de kinderen leven die nog niet zijn geboren. Volgens Maeterlinck bestaan er wezens met een tweede leven naast hun dagelijks bestaan, die alles weten en niets, die leven en geluk zoeken, maar ook vluchten. De mens is bovendien van twee zijden gebonden aan de niet-levenden, zowel die van het verleden als die van de toekomst. Ook in zijn essayistisch werk neemt het noodlot een belangrijke plaats in, naast thema's als het bewustzijn en onderbewustzijn, het ik, geboorte, dood en voortbestaan, het leven van de termiet, de bijen, de sensibiliteit van de bloem, de relatie bloem en God. Zijn pessimistische en ontgoochelde visie op het bestaan blijkt ook hier.

## Erkenning
- 1911: Nobelprijs voor Literatuur
- 1920: verkozen lid van de Académie royale de langue et de littérature françaises de Belgique
- 1932: niet verzilverde titel van graaf
- 1939: Grootofficier in de Orde van Sint Jacob van het Zwaard[7]
- 1947: voorzitter van PEN International

### Toneelstukken

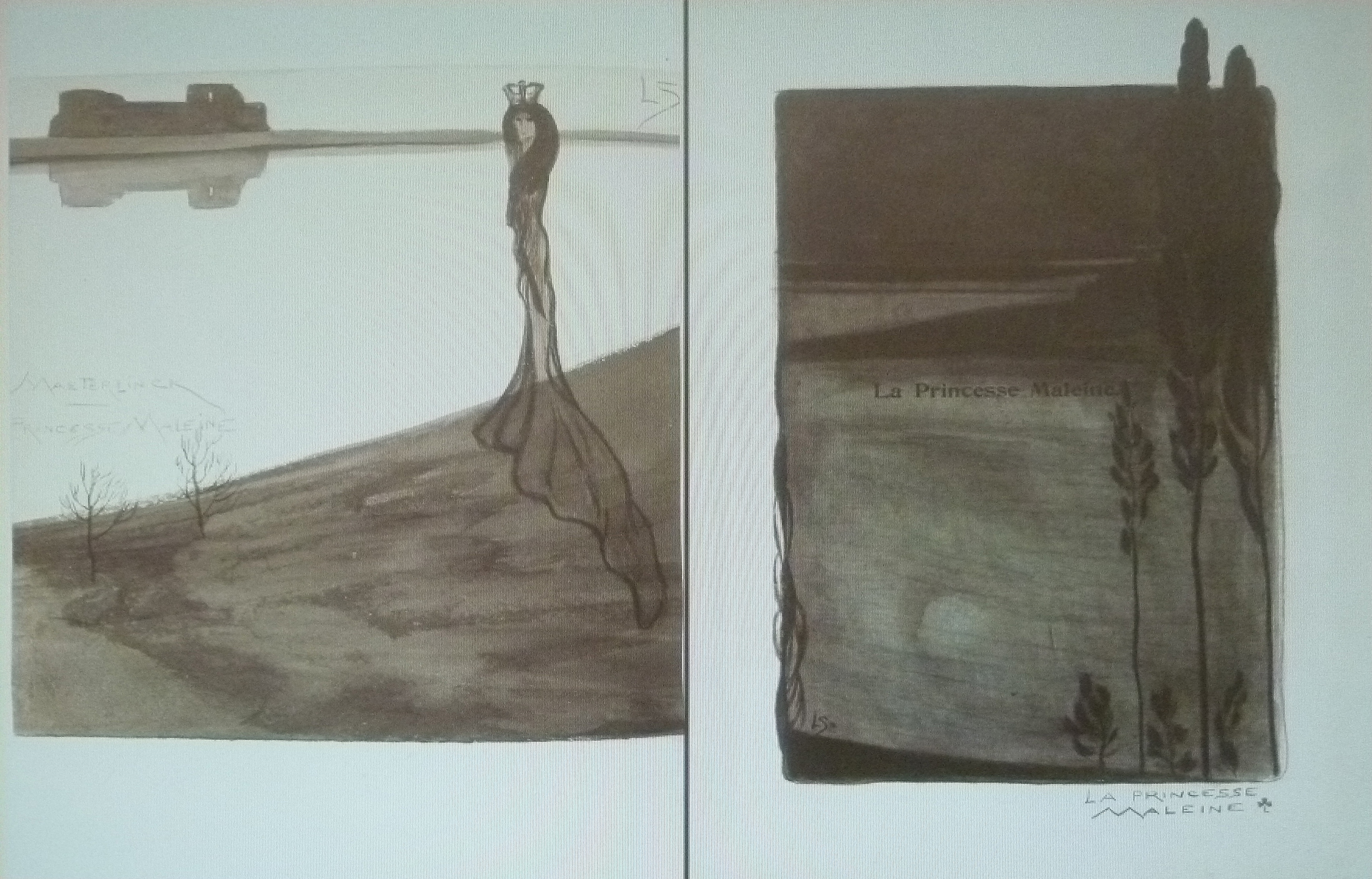
Prinses Maleine, illustratie door Léon Spilliaert (1903)

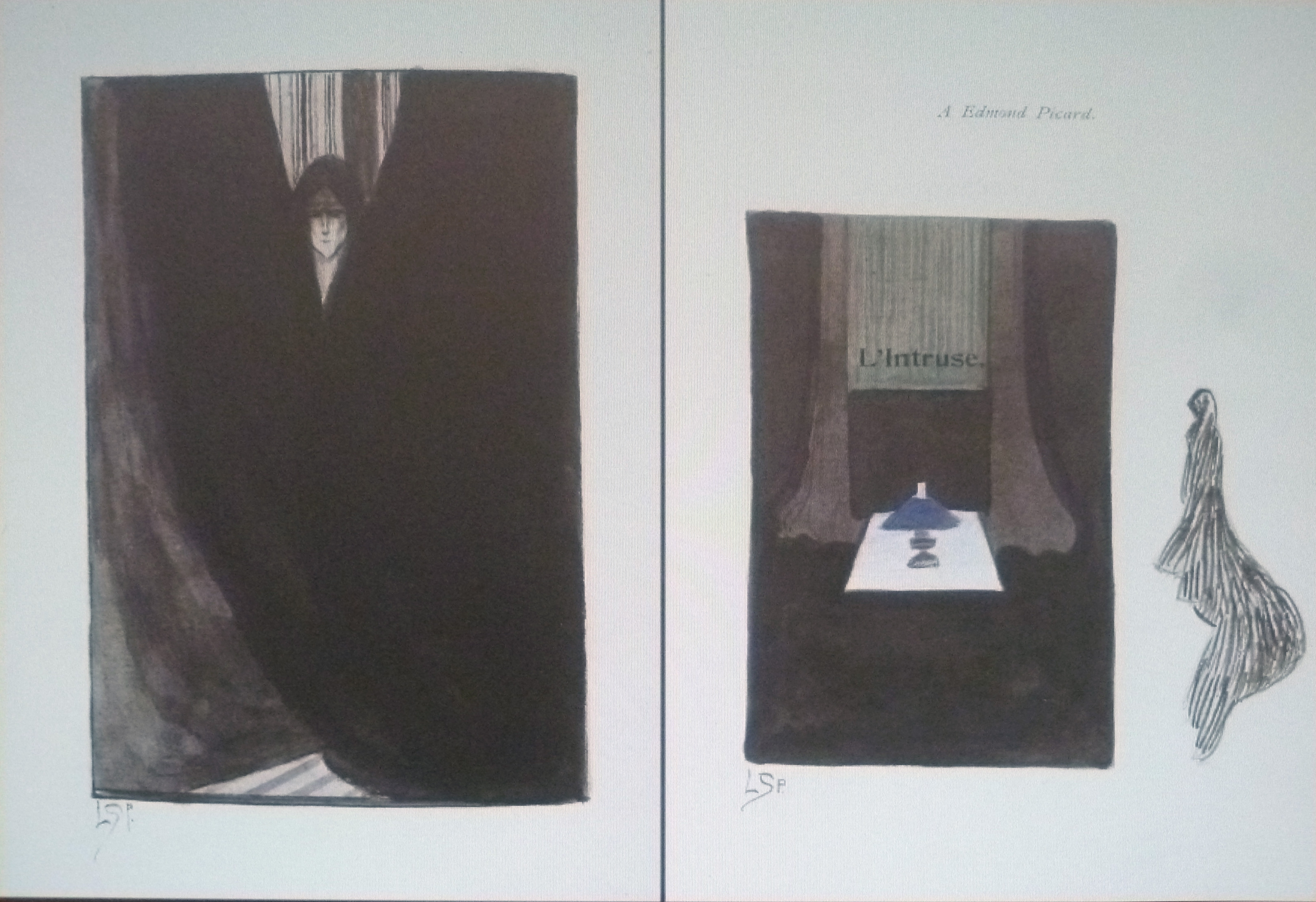
L'Intruse; illustraties door Léon Spilliaert (1903)

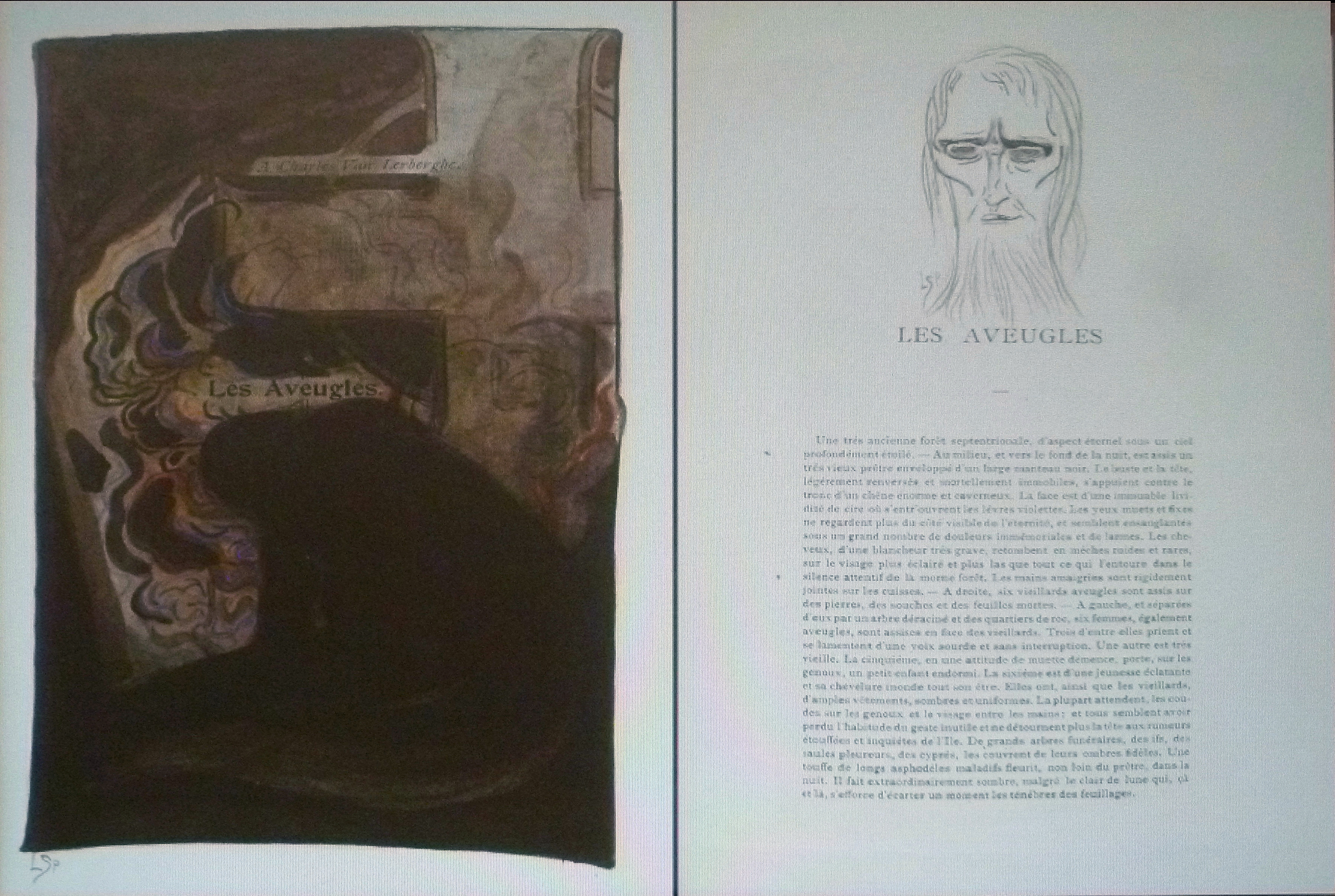
Les Aveugles; illustraties door Léon Spilliaert (1903)

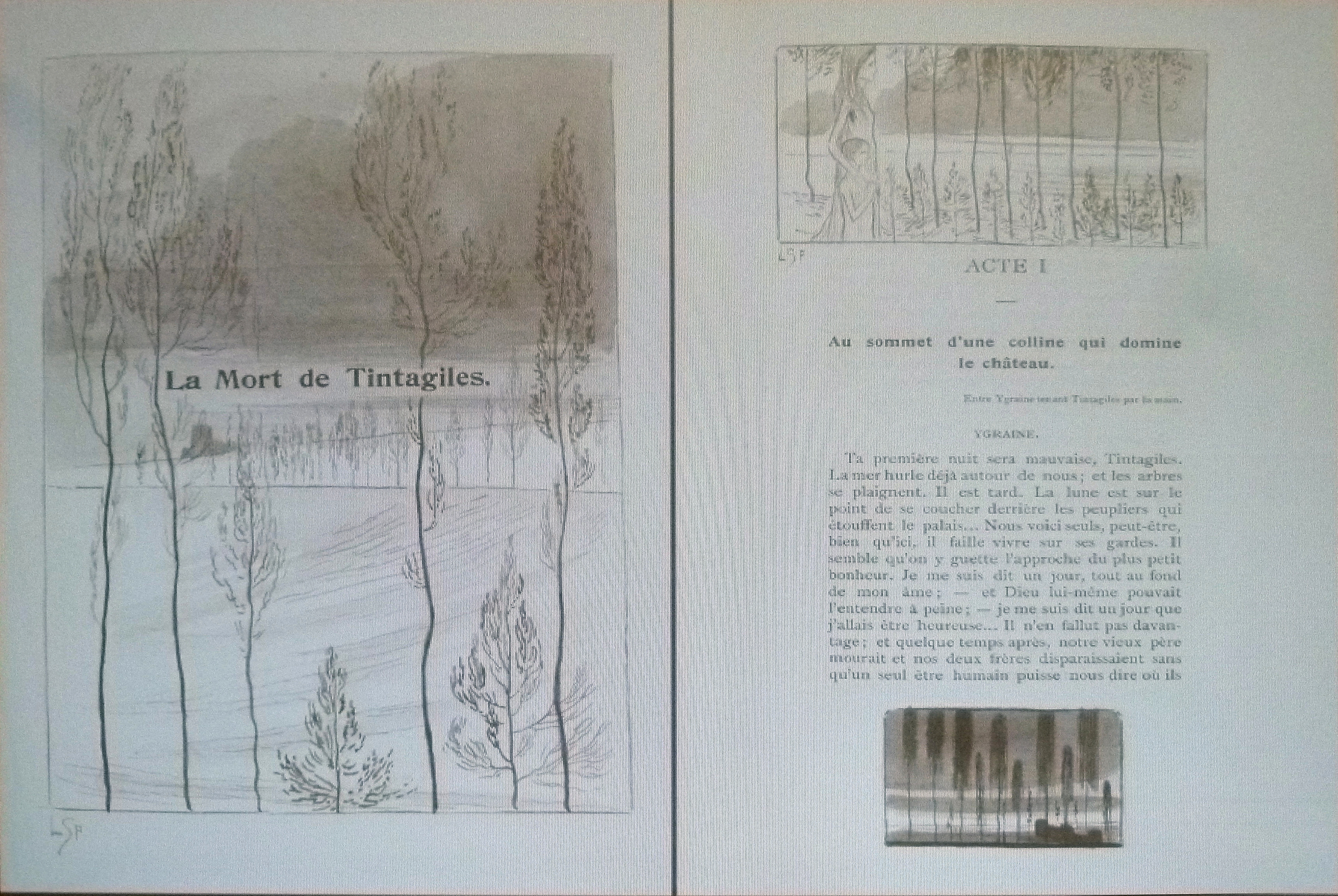
La Mort de Tintagiles, illustraties door Léon Spilliaert (1903)

- La Princesse Maleine ("Prinses Maleine", 1889)
- L'Intruse ("De indringer", 1890)
- Les Aveugles ("De blinden", 1890)
- Les Sept Princesses ("De zeven prinsessen", 1891)
- Pelléas et Mélisande ("Pelléas en Mélisande", 1892)
- Alladine et Palomides ("Alladine en Palomides", 1894)
- Intérieur ("Interieur", 1894)
- La Mort de Tintagiles ("De dood van Tintagiles", 1894)
- Aglavaine et Sélysette ("Aglavaine en Sélysette", 1896)
- Soeur Béatrice ("Zuster Beatrijs", 1901)
- Ariane et Barbe-Bleue ("Ariadne en Blauwbaard", 1901), in 1905 door Paul Dukas omgezet in een opera
- Monna Vanna ("Monna Vanna", 1902)
- Joyzelle ("Joyzelle", 1903)
- L'Oiseau Bleu ("De blauwe vogel", 1908)
- Marie-Magdaleine ("Maria Magdalena", 1910)
- Le Bourgmestre de Stilmonde ("De burgemeester van Stilmonde", 1918)
- Le Miracle de saint Antoine ("Het wonder van Sint Antonius", 1919)
- Les Fiançailles ("De verloving", 1922)
- Le Malheur passe (1925)
- La Puissance des morts (1926)
- Berniquel (1926)
- Marie-Victoire (1927)
- Juda de Kerioth (1929)
- La Princesse Isabelle (1935)
- Jeanne d'Arc (1948)

### Poëzie

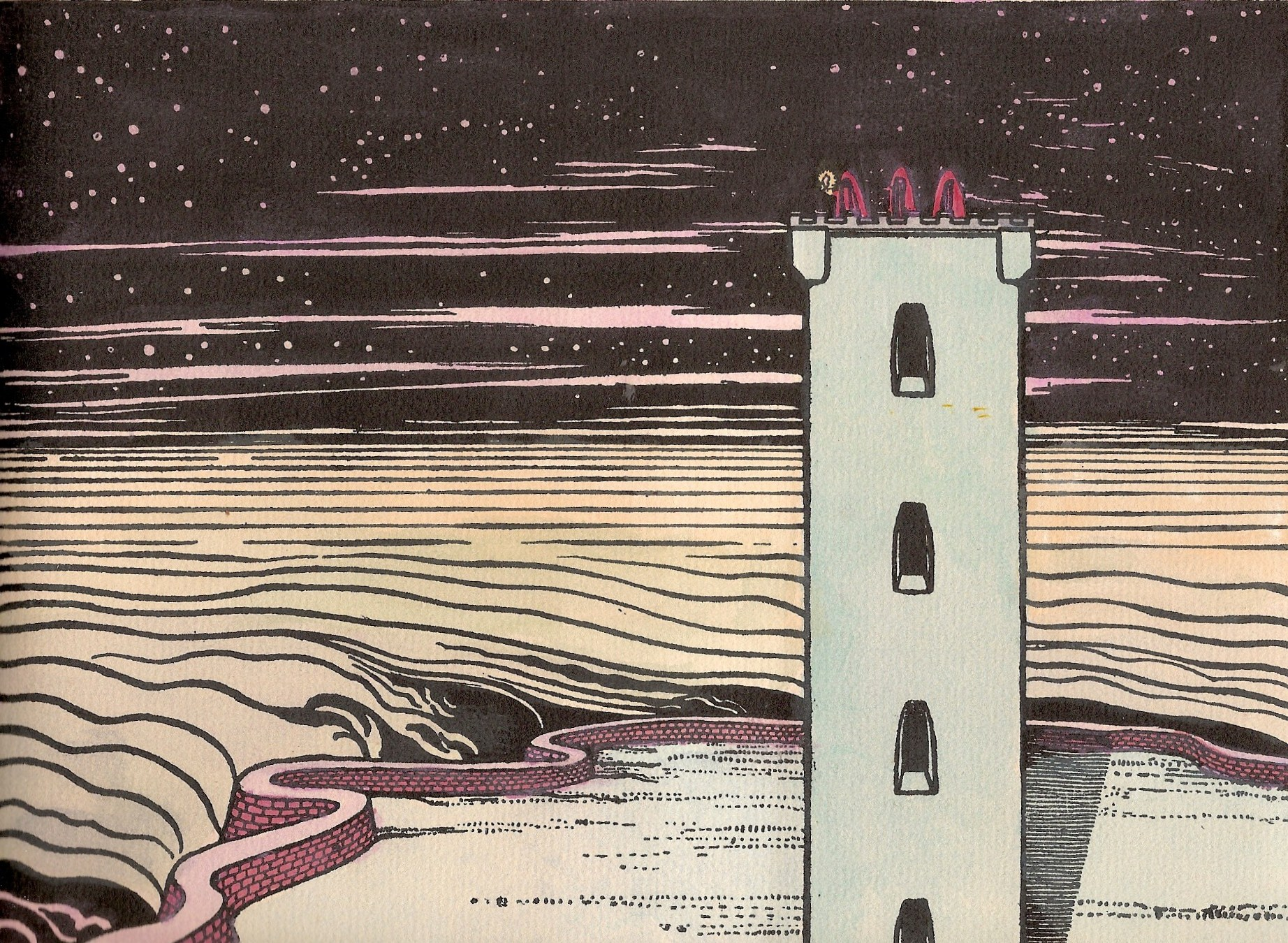
Illustratie van Charles Doudelet voor Douze chansons (1896)

- Serres chaudes ("Broeikas van het hart", 1889)
- Douze chansons (1896, in 1900 opnieuw uitgegeven als Quinze chansons)

### Proza
- Le Trésor des humbles ("De schat der nederigen", 1896)
- La Sagesse et la destinée ("Wijsheid en levenslot", 1898)
- La Vie des abeilles ("Het leven der bijen", 1901)
- Le Temple enseveli ("De begraven tempel", 1902)
- L'Intelligence des fleurs ("Het leven der bloemen", 1907)
- L'Ornement des noces spirituelles de Ruusbroec l'admirable (een vertaling van Ruusbroecs Die geestelike brulocht, 1910)
- Onirologie ("Droomleer", 1918)
- La Vie des termites ("Het leven der termieten", 1926)
- La Vie des fourmis (1930)
- Bulles bleues (1948), autobiografie
- La Mort ("De dood", 1913)

## Over Maeterlinck
- Maurice Maeterlinck, Gedichten/Toneel en Proza met een inleiding van prof. dr. Mathieu Rutten. Haarlem, 1962.
- Elisabeth Leijnse, Symbolisme en nieuwe mystiek in Nederland voor 1900; een onderzoek naar de Nederlandse receptie van Maurice Maeterlinck; met de uitgave van een handschrift van Lodewijk van Deyssel. Genève: Droz, 1995.
- David Van Reybroeck, De Plaag, Amsterdam, De Bezige Bij, 2001.
- Elisabeth Leijnse & Hans Vandevoorde, Maeterlinck in de Nederlanden, Gent: Maurice Maeterlinck Stichting, 2003.
- André Capiteyn, Maeterlinck. Een Nobelprijs voor Gent, Uitgeverij Snoeck / Stad Gent – Departement Cultuur, 2008.

## Archief Maurice Maeterlinck
Het archief van Maurice Maeterlinck wordt bewaard in Archief Gent (archiefcode PA_AMM). De inventaris zal vanaf 2022 online te raadplegen zijn via de website van Archief Gent.

## Enkele composities naar werk van Maeterlinck
Maeterlinck inspireerde verschillende componisten met zijn werken. Op de eerste plaats Pelléas et Mélisande:
- Claude Debussy: Pelléas et Mélisande (opera in vijf bedrijven, 1893-1902). Erich Leinsdorf stelde een suite uit de opera samen.
- Gabriel Fauré: Pelléas et Mélisande, Op.80 (suite voor orkest, 1898). Charles Koechlin orkestreerde dit werk.
- Arnold Schönberg: Pelleas und Melisande, Op.5 (een symfonisch gedicht, 1902-3).
- Jean Sibelius: Pelléas och Mélisande (toneelmuziek, 1904-5; later ook tot een suite omgewerkt, Op.46, 1905).
- William Wallace: Pelleas and Melisande (suite voor orkest, 1897).

Voorts:
- Paul Dukas: Ariane et Barbe-bleue (opera in drie bedrijven, 1899-07)
- Dimitri Mitropoulos: La Sœur Béatrice (opera)
- Sergej Rachmaninov: Monna Vanna (onvoltooide opera, 1908)
- Henry Février: Monna Vanna (opera, 1909)
- Arnold Schönberg: Herzgewächse, Op.20 (lied met klein ensemble, 1911, naar Feulliages du cœur, uit: Serres chaudes)
- Alexander Zemlinsky: Sechs Gesänge nach Gedichten von Maurice Maeterlinck, Op.13 (orkestliederen, 1913)

## Varia
- Het Veer van Terdonk draagt de naam Maeterlinck. Op het veer staan enkele dichtregels van Maeterlinck.
- In onder andere Gent, Lokeren en Koksijde werd een straat naar Maeterlinck genoemd.
- In Nice ( Frankrijk) koopt hij in 1930 een imposante villa, het Palais Maeterlinck, waar hij samen met Renéé Dahon verblijft, en mondaine feesten organiseert, waarbij bekende mensen zoals Chaplin en Antoine Saint-Exupéry aanwezig zijn. Tijdens de oorlogsjaren vlucht het koppel naar de Verenigde Staten, maar keert nadien terug naar Nice, waar Maeterlinck sterft in 1949. De straat waaraan de villa gelegen is werd gewijzigd en draagt zijn naam.